# Захаровка (Хиславичский район)
Захаровка — упразднённая  деревня в Хиславичском районе Смоленской области России.
Находилась возле деревень Ивановка и Тереховка.  Все 3 деревни находились около одного оврага выходящего к Сожу. Тереховка находилась к северу от него, Ивановка к югу, а Захаровка к востоку около его начала. В 4 км к юго-востоку находится, существующая до сих пор деревня Черепово, в 10 км к югу райцентр посёлок Хиславичи.

## История
В 1978 году деревня входила в состав Череповского сельсовета .
К 1993 году уже прекратила существование . 